# Підмаренник сухолюбний
Підмаренник сухолюбний (Galium xeroticum) — вид квіткових рослин родини маренових (Rubiaceae).

## Біоморфологічна характеристика
Це багаторічна рослина 25–45 см заввишки. Стебла численні, на нижніх міжвузлях густо запушені. Нижні листки з обох боків сильно шорсткі, середні та верхні — зверху голі.

## Поширення
Ендемік Криму.
В Україні вид зростає на кам'янистих степах і на вапнякових схилах — у Криму (на Тарханкутському та Керченському півостровах)